# Département de l'Armée des États-Unis
Ne doit pas être confondu avec Armée de terre des États-Unis.
Le département de l'Armée des États-Unis (en anglais, United States Department of the Army, DA) est l'un des trois départements militaires composant actuellement le département de la Défense des États-Unis, avec le département de la Marine et celui de l'Air Force.

## Organisation
Le département de l'Armée est une agence du gouvernement fédéral des États-Unis à l'intérieur de laquelle est organisée l'US Army, l'armée de terre américaine. Le département est dirigé par le secrétaire à l'Armée des États-Unis qui a l'autorité pour conduire les affaires du département, tels que fixées par la loi, et dans les directions données par le secrétaire à la Défense et le président des États-Unis.
Le secrétaire à l'Armée est un civil nommé par le président et confirmé par le Sénat des États-Unis. Le militaire le plus gradé du département est chef d'état-major de l'armée de terre des États-Unis (Chief of Staff of the Army) qui est aussi membre du Joint Chiefs of Staff (Comité des chefs d’états-majors interarmées). Les autres principaux hauts fonctionnaires du département sont le United States Under Secretary of the Army (sous-secrétaire de l'Armée) et le Vice Chief of Staff of the Army (en) (principal adjoint du Chief of Staff).
Le département de la Guerre fut à l'origine créé en 1789 comme département exécutif fédéral et fut renommé par le National Security Act de 1947 en département de l'Armée le 18 septembre 1947. Par des amendements en 1949 à ce National Security Act de 1947, le département a eu son statut actuel.
Le National Security Act créa un département de la Défense sous l'autorité duquel fut placé le département de l'Armée (ex-département de la Guerre), le département de la Marine et le nouvellement créé département de l'Air Force. Jusqu'en 1947 et la création de l'US Air Force, les forces aériennes américaine (United States Army Air Forces ou USAAF) faisaient partie de l'US Army.   
Le département de l'Armée a son siège au Pentagone.